# Sobasina amoenula
Sobasina amoenula là một loài nhện trong họ Salticidae.
Loài này thuộc chi Sobasina. Sobasina amoenula được Eugène Simon miêu tả năm 1898.